# Ronald Ridenhour
Ronald Lee Ridenhour (Oakland, 6 de abril de 1946 - Metairie, 10 de mayo de 1998) era un joven soldado que sirvió en la 11.ª Brigada de Infantería durante la Guerra de Vietnam y que jugó un papel clave en impulsar la investigación de la Matanza de My Lai.

## Vida
Ridenhour nació en Oakland, California y se crio en Phoenix, Arizona. 
Ridenhour, artillero de helicópteros, se enteró de la matanza de My Lai a través de unos amigos mientras prestaba servicio en Vietnam. Cuando aún se encontraba en servicio activo, recopiló relatos de testigos y participantes a partir del testimonio de otros soldados. A su regreso a los Estados Unidos, escribió una carta detallando las evidencias y la envió al presidente Richard Nixon, a cinco altos funcionarios del Departamento de Estado, al Pentágono y a 24 miembros del Congreso, estimulando que se iniciara una investigación que condujo a varias acusaciones contra los implicados y a la condena de William Calley. Su propio relato de cómo se enteró de la matanza se puede encontrar en el artículo «Jesus Was a Gook» (en español: «Jesús era un gook»), publicado en Nobody Gets Off the Bus: The Viet Nam Generation Big Book. (en español: Nadie se baja del autobús: El gran libro de la generación de Vietnam).
Ridenhour, graduado en 1972 en la Escuela Superior Masculina de Claremont, se convirtió en periodista de investigación y ganó un premio George Polk en 1987 por su exposición de un escándalo fiscal en Nueva Orleans, basado en una investigación de un año. Obtuvo el premio Gerald Loeb de 1988 en la categoría de Comentario.
Murió de un ataque al corazón en 1998, a los 52 años, mientras jugaba balonmano en Metairie, Luisiana. Los Premios Ridenhour, que «reconocen a quienes perseveran en actos de decir la verdad que protegen el interés público, promueven la justicia social o iluminan una visión más justa de la sociedad», llevan su nombre.
Según el libro de Jonathan Glover Humanity: A Moral History of the Twentieth Century (en español: La humanidad: Una historia moral del siglo XX), Ridenhour participó en la versión de Princeton del experimento de Milgram. Investigaciones posteriores, sin embargo, mostraron que el Ron Ridenhour que participó en el experimento de Milgram y el Ron Ridenhour que ayudó a revelar la historia de la Matanza de My Lai eran dos personas diferentes.